# Futurs de l'éducation
Les futurs de l’éducation est une initiative de l’UNESCO (l'Organisation des Nations unies pour l'éducation, la science et la culture) dont le but est d’inspirer les multiples futurs possibles de l’humanité et de la planète. L'initiative suscite au niveau mondial un engagement et un débat sur l’éducation, l’apprentissage. Le projet a été lancé en 2019 pour appeler à faire de l’éducation une plate-forme dédiée à l’imagination collective d’une communauté mondiale œuvrant solidairement dans l’intérêt du bien commun.

## Contexte
Notre planète est de plus en plus fragile – une réalité rendue plus visible par l’accélération des changements climatiques. La persistance des inégalités, la fragmentation sociale et l’extrémisme politique ont conduit nombre de sociétés au bord de la crise. Même si les progrès des communications numériques, de l’intelligence artificielle et de la biotechnologie recèlent de grandes potentialités, ils soulèvent aussi de graves préoccupations dans les domaines de l’éthique et de la gouvernance – d’autant plus que le bilan des promesses d’innovation et de transformation technologique est mitigé en ce qui concerne sa contribution positive à la prospérité humaine.

## Repenser le rôle de l'éducation

### Culture et environnement
La stabilité planétaire sera le fruit de la mobilisation de l’éducation, de la diversité des savoirs, des coutumes et de la culture. La recherche montre que la création d’un attachement profond aux paysages et au patrimoine physique instille un sentiment de responsabilité vis-à-vis du monde, fruit de la compréhension du fait que le patrimoine est une manifestation de transformation et de survie à l’épreuve des aléas du temps qui passe.
Les auteurs suggèrent que l’étude, la préservation et l’appréciation des diverses langues, connaissances et coutumes enrichissent notre conscience collective en nous permettant de comprendre les relations entre les sociétés passées, présentes et futures.
Cette section imagine une évolution du rôle de l’éducation favorable à l’inclusion d’études sur la durabilité comme moyen de parvenir à la survie de la planète. Elle propose que les programmes d’enseignement incluent les sciences de la Terre et de l’environnement dans le cadre de l’humanisme pour faire en sorte que les apprenants et les communautés soient davantage sensibilisés au monde qu’ils habitent et qu’ils laissent derrière eux. Cette prise de conscience conduit à une plus grande affinité avec la Terre, le patrimoine et la culture et, en fin de compte, à une plus grande stabilité environnementale.

### Citoyenneté responsable
L’éducation joue un rôle crucial en tant que processus de socialisation dans l’avènement de sociétés équitables et durables. Elle met l’accent en particulier sur l’intégration de la philosophie, des droits de l’homme, de l’apprentissage visuel, des compétences socio-émotionnelles, de l’éducation aux médias et des sciences humaines dans les programmes scolaires, en particulier dans les matières principalement consacrées à l’acquisition de connaissances scientifiques. Elle suggère également que la pratique de la narration peut stimuler un modèle de pensée hybride tenant compte à la fois des enjeux locaux et de leurs impacts mondiaux. Les connaissances interdisciplinaires sont présentées comme la clé de l’inclusion et de la justice sociale. Les auteurs imaginent le rôle de l’éducation, à tous les niveaux, comme un moyen de créer un avenir mondial partagé grâce à l’inclusion d’une composante visionnaire dans l’enseignement et l’apprentissage concernant les sociétés. Cette approche vise à préparer une génération future consciente de la nécessité vitale de la durabilité planétaire et axée sur la résolution des défis mondiaux, en particulier de la pénurie alimentaire et de la santé planétaire.

### Repenser les systèmes d’apprentissage
Repenser les systèmes d'apprentissage est la condition nécessaire permettant de créer des espaces numériques et physiques transversaux qui facilitent le partage des connaissances. De tels espaces d’apprentissage collaboratifs sont proposés comme un moyen d’explorer l’enseignement des mathématiques et des arts tout en stimulant l’imagination collective. Les auteurs de cette section appellent à une démocratisation du savoir par une plus grande inclusion et une accessibilité accrue de l’enseignement supérieur ainsi qu’à un recours plus fréquent et à une plus grande disponibilité des ressources éducatives libres. Le postulat est que ces nouveaux systèmes d’apprentissage internationalisés entretiendront une culture de la citoyenneté responsable et de l’équité qui légitime différents modes de savoir, en particulier ceux qui ne font pas partie des paradigmes occidentaux traditionnels.

### Science, technologie et innovation
Dans un avenir marqué par une technologie de l’intelligence artificielle de plus en plus développée, les facettes de l’enseignement, de l’apprentissage et de la production de connaissances seront amenées à se transformer. Même si de nombreux auteurs estiment que l’intelligence artificielle peut jouer un rôle important dans la résolution de la crise mondiale de l’apprentissage, ils soulignent aussi que sa gouvernance devra intégrer dans l’étude scientifique les principes de l’apprentissage humaniste. Les documents mettent en évidence les nouvelles compétences numériques et les littératies médiatiques et appellent à une approche transformatrice genrée à la digitalisation et à l’utilisation de l’IA. Une réforme de l’enseignement supérieur est largement considérée comme un moyen de préparer les apprenants à s’engager de manière significative dans ce changement. Il y a également un appel à débloquer les obstacles numériques par le biais des ressources éducatives libres afin de permettre un apprentissage en ligne mondial et de faciliter l’éducation pour tous.

## Sources
- Cet article est partiellement ou en totalité issu de la page « Les futurs humanistes de l’apprentissage: perspectives des chaires UNESCO et des réseaux UNITWIN » de UNESCO, le texte ayant été placé par l’auteur ou le responsable de publication sous la CC BY-SA 3.0 IGO